# ロッカーのハナコさん
『ロッカーのハナコさん』は、石井まゆみによる日本の漫画作品。及び漫画作品を原作とするテレビドラマ。漫画作品は、1996年から1999年に『コーラス』(集英社)で連載され、2002年から2003年には『ヤングユー』（集英社）で続編となる「新ロッカーのハナコさん」が連載された。テレビドラマは、2002年にNHK夜の連続ドラマで放送され、2003年には『帰ってきたロッカーのハナコさん』が放送された。
会社のロッカーに棲みつき社内の伝説となっているお局OLの霊が、会社のOLたち一人一人に時には厳しく時には温かく指導していく様子を描く。

## あらすじ
外注管理部二課には扉の開かないロッカーがあり、社内ではそのロッカーに過労死したOLが住むと噂して「ロッカーのハナコさん」と呼んでいた。大阪から転勤してきた理子がその扉を開けると、小さな女性の幽霊・北浦華子がいた。課長の日和佐や他のOLには姿の見えない華子に仕事を教えられ、先輩のいじめからも助けられた理子は日和佐と婚約。やがて、ハナコさんのロッカーを使っていた女子社員は、エリート社員と寿退社するという噂に変わり、華子に願い事をする新人社員・御厨みそらが現れる。みそらは専務にセクハラされそうになるが、華子に助けられ、その場に駆けつけた上司の椎名に恋心を抱く。だが、椎名を狙うライバルが次々と現れる。

## 登場人物
北浦 華子（きたうら はなこ）
お局OLの幽霊。かつては有能なOLだった。過労死したと噂されている。更衣ロッカーに小さな姿で住んでいて、気が向いた時しか姿を見せない。トイレの花子さんと一緒にされたくないため「ロッカーのハナコさん」と呼ばれることを嫌う。パソコンを駆使し、社内のさまざまな事情に精通。相談に訪れるOLたちに歯に衣着せぬ物言いでアドバイスする。
大市 理子（おおいち あやこ）
大阪から転勤してきた女子社員。配属1日目に華子と対面。仕事を指導してくれた華子を慕っている。上司の日和佐課長と婚約し、寿退社する。
御厨 みそら（みくりや みそら）
社史編修室に配属された新入社員。思いを寄せる営業部社員との縁を成就してほしいと華子にお願いする。専務にセクハラされそうになるが華子に助けられ、その場に駆けつけた室長の椎名に思いを寄せる。

## 書誌情報
- 石井まゆみ 『ロッカーのハナコさん』 集英社〈集英社文庫コミック版〉、全4巻[1]
  1. 2005年3月18日発売、ISBN 4-08-618311-0
  2. 2005年3月18日発売、ISBN 4-08-618312-9
  3. 2005年5月18日発売、ISBN 4-08-618313-7
  4. 2005年5月18日発売、ISBN 4-08-618314-5

- 石井まゆみ 『新ロッカーのハナコさん』 集英社〈集英社文庫コミック版〉、全3巻[1]
  1. 2002年8月19日発売、ISBN 4-08-865081-6
  2. 2002年12月14日発売、ISBN 4-08-865101-4
  3. 2004年1月19日発売、ISBN 4-08-865171-5

## テレビドラマ
- 第1シリーズ「ロッカーのハナコさん」
  - 2002年8月26日 - 10月3日 全24回（1話15分）
- 第2シリーズ「帰ってきたロッカーのハナコさん」
  - 2003年10月6日 - 11月6日 全20回（1話15分）

一連のよるドラシリーズで初めて続編が制作された作品。ただ、視聴率は1作目の方が上であった。

### ストーリー
幽霊になっても社内のロッカールームに地縛霊と化して定住している華子さん。はなこさんは社内の一部のOLにしか見えない。性格・仕事振り等異なるOL瑠布子、みそら、かけるが毎回華子さんに悩みを打ち明けていくと言う話。

### メインキャラクター
北浦華子
幽霊とは言っても、とてつもないハイセンスでおしゃれなので、凡そ暗いイメージは無い。毎回ファッショナブルな小粋な衣装を身に纏い、仕事も出来る自称万能地縛霊。一部のOL達からは崇拝されていて、社内の神頼み的存在。トイレの花子さんと一緒にされることを極端に嫌う。1992年死去、享年31。
小嶺瑠布子
新入社員としてエリートコースに配属されたが、仕事が未熟で失敗ばかりのOL。何故か華子さんの事が見えるので、色々と悩みや相談を持ちかけて助けて貰っている。第2シリーズでは自分から営業に転職願を出し、仕事の楽しみもようやく判り始め、仕事に精を出す。上司には未だ「新入り」呼ばわりされる日々。
大市（緒園）理子
他のキャストと違って至って仕事の出来る常識人。華子さんに対して唯一「貴方の力は不要」とアドバイスを拒否。海外留学帰りの才媛（この辺り国分の経歴を基にしている）で、華子さんの力等要らなさそうに見えるが、何故か華子さんが見える。華子は仕事が出来るのに自分の事が見える理子こそ自分の後継者だと決め付けている。第2シリーズでは緒園課長と結婚し寿退社。
長野かける（第2シリーズのみ）
新入社員のOL。瑠布子の後輩なのだが、身長も態度も大きくて、瑠布子のことをナメきっている。物おじしないキツイ性格。仕事は人並み以上に出来、人に弱音を見せず、同僚ともつるまない。
御厨みそら
入社の動機が「寿退社」と言う今時の腰掛OL。仕事は全く出来ない。お調子者だが、人に利用され易いタイプで、セクハラ専務の被害になろうとしていた所を華子さんに助けられた。

### 主な配役

#### 第1・第2シリーズ共通
- 北浦華子 - ともさかりえ[2]
- 小嶺瑠布子 - 吹石一恵
- 大市（緒園）理子 - 国分佐智子
- 御厨みそら - 平山あや
- 安野未来 - 小西美帆
- 三井野ゆり - 田村たがめ
- 木幡杏子 - 平岩紙
- 緒園隆文 - 勝村政信
- 坂口重則常務 - 風間杜夫
- 椎名俊輔室長 - 松重豊
- 生田目主税取締役 - 徳井優

#### 第1シリーズのみ
- 笹鳴拓海 - 鳥羽潤
- 亜木弥希子 - 今村雅美
- 角田美佐登 - 小山田サユリ
- 沢井菜保美 - 広瀬久美
- 西山恵利 - 福森加織
- 四方信郎 - 松村邦洋
- 岡元誠 - 岡本光太郎
- ミスター・デミル - ケント・ギルバート
- 大竹専務 - 萩原流行
- 辰巳会長 - 宝田明
- 職員 - 飯田基祐

#### 第2シリーズのみ
- 長野かける - 田丸麻紀
- 仁科和実 - 鈴木砂羽
- 飯野滝江 - 菅原禄弥
- 葉山千枝子 - 三崎千香
- 押野久子 - 小川奈那
- 和津野しほ - 藤村ちか
- 二光慎也 - 須賀貴匡
- 福武副社長 - 団時朗
- 桂木彰洋 - 松永博史
- 澤井絵衣子 - 麻丘実希
- 市倉仁士 - 斎藤洋介
- 中務公宣 - 草刈正雄
- 羽根田小春 - 香川京子

### 主題歌
第1シリーズ
今井美樹「微笑みのひと」
第2シリーズ
島谷ひとみ「元気を出して」